# Jatropha decumbens
Jatropha decumbens är en törelväxtart som beskrevs av Ferdinand Albin Pax och Käthe Hoffmann. Jatropha decumbens ingår i släktet Jatropha och familjen törelväxter.
Artens utbredningsområde är Namibia. Inga underarter finns listade i Catalogue of Life.